# Bembidion obtusangulum
Bembidion obtusangulum är en skalbaggsart som beskrevs av Leconte 1863. Bembidion obtusangulum ingår i släktet Bembidion och familjen jordlöpare. Inga underarter finns listade i Catalogue of Life.